# Hands Tied
Hands Tied är en pianoballad av R&B-sångerskan Toni Braxton, skriven av Heather Bright, Warren Felder, and Harvey Mason, Jr. samt producerad av Oak för sångerskans sjätte studioalbum Pulse. Låten hade premiär på Tonis officiella hemsida den 29 januari 2010 och släpptes senare som skivans tredje singel till Urban AC-radiostationer.
Sången som hittills har klättrat till en 9:e plats på USA:s Urban AC - lista och tillbringat hela 18 veckor på USA:s R&B-lista klättrade i sin fjortonde vecka till sin topp-position på listan; en 29:e plats vilket följaktligen gör singeln till Braxtons näst framgångsrikaste singel från Pulse. 
I låten klargör sångerskan att kärleksintresset måste våga ta chanser och att hon lätt kan klara uppgiften att älska honom med sina händer bakbundna .

## Medias mottagande och marknadsföring
Hands Tied fick inte lika positiva recensioner som Pulse' 2:a singel, Make My Heart. "Låten visar bara lite grann av hennes röstkapacitet, den är inte alls dålig, men efter ungefär 2 minuter börjar tankarna sväva iväg åt andra håll." förklarade Thafeedback.com. Thatgrapejuice berömde dock låten som "rå, känslofull och vackert sjungen, det är så här ballader ska låta 2010!" 
Braxton framförde låten på The Mo'Nique Show den tredje maj, en dag tidigare innan albumets release. Hon framförde även sin klassiska hit; "Breathe Again". Utöver flera spelningar i bland annat Schweiz framförde sångerskan låten igen på NBC:s The Today Show dagen då albumet släpptes.

## Musikvideo
Musikvideon för "Hands Tied" regisserades av Bille Woodruff och spelades in samtidigt med videon till "Make My Heart". Videon hade premiär den 14 april 2010 och visar Toni dansa förföriskt i en klubb med enbart män medan hon sjunger; "I can love you with my hands tied". Videon innehåller även gästskådespelare så som Michael Jai White, Eric Balfour, Victor Webster och Jensen Atwood.

## Listor
| Lista (2010)                                | Topposition |
| ------------------------------------------- | ----------- |
| Amerikanska Billboard Hot R&B/Hip-Hop Songs | 29          |
| USA:s Urban AC                              | 9           |